# Търгу Жиу
Търгу Жиу  (на румънски: Târgu Jiu) е град и административен център в окръг Горж, Влашко, (Олтения), Румъния. Намира се в Южното Подкарпатие на източния бряг на река Жиу. Има население от над 96 081 души (2007)
По време на Втората световна война в града е имало лагер за политически затворници (предимно комунисти). Градът се разраства значително през 60-те години на 20 век заради разработката на откритите мини в района.

## Население
- 1900 г.: 6634 души;
- 2000 г.: 96 562;
- 2007 г.: 96 081.

Гъстота на населението 956 души/km².

## Промишленост
Освен експлоатацията на откритите мини, са добре развити дърводобивът и дървообработващата промишленост, машиностроенето, стъкларство и производство на строителни материали (цимент).

## Туристически и културни забележителности
В Търгу Жиу се намира скулптурния ансамбъл на световноизвестния румънски скулптор Константин Брънкуш, съдържащ забележителните произведения: „Масата на мълчанието“, „Портата на целувката“ и „Колона без край“.
Ансамбълът е изграден през 1937-1938 г. по поръчка на Женската лига от Горж в памет на войниците, загинали през Първата световна война. През 50-те години на 20 век тогавашният кмет се опитва да унищожи произведенията, но не успява поради чисто технически причини (слаб мотор на използвания булдозер). През 1996 г. ансамбълът е взет под закрила от международната организация World Monuments Fund (WMF). Румъния получава от Световната банка кредит на стойност 2,6 милиона щатски долара за реставрацията на комплекса. През ноември 2004 г. реставрацията трябва да е приключила.

## Известни личности
Родени в Търгу Жиу
- Йоан Кулчер (1853-1928), офицер и политик
- Георге Тътъреску (1886-1957), политик

Починали в Търгу Жиу
- Георге Анджелеску (1839-1915), офицер

## Побратимени градове
- Ямбол, България